# Bevinhal (S.K.), Shorapur
Bevinhal (S.K.) là một làng thuộc tehsil Shorapur, huyện Gulbarga, bang Karnataka, Ấn Độ.